# Adesmia germainii
Adesmia germainii är en ärtväxtart som beskrevs av Rodolfo Amando Philippi. Adesmia germainii ingår i släktet Adesmia och familjen ärtväxter. Inga underarter finns listade i Catalogue of Life.